# بررينغتون (كامبريدجشير)
بررينغتون (بالإنجليزية: Barrington, Cambridgeshire)‏ هي قرية وأبرشية مدنية تقع في المملكة المتحدة في إنجلترا. يقدر عدد سكانها بـ 993 نسمة .